# Ann Hui
Ann Hui (chiń. 許鞍華; pinyin Xǔ Ānhuá; ur. 23 maja 1947 w Anshan) – hongkońska reżyserka, scenarzystka, aktorka i producentka filmowa. Jedna z głównych postaci hongkońskiej nowej fali.

## Życiorys
Absolwentka studiów na kierunku język angielski i literatura porównawcza na Uniwersytecie w Hongkongu. W 1975 ukończyła również dwuletnie studia na London Film School, gdzie swoją pracę dyplomową poświęciła twórczości francuskiego pisarza i reżysera Alaina Robbe-Grilleta. Po studiach wróciła do Hongkongu i pracowała jako asystent reżysera Kinga Hu na planie jego filmów o kung-fu.
Jej debiut reżyserski, Tajemnica (1979) z Sylvią Chang w roli głównej, uczynił z niej jedną z kluczowych postaci nowej fali w kinie hongkońskim. Wraz z Hui nurt ten współtworzyli m.in. Tsui Hark, John Woo czy Patrick Tam.
Sama często występując w filmach, Hui miała zawsze duże wyczucie do aktorów. Jej komediodramat Letni śnieg (1995) przyniósł grającej w nim główną rolę Josephine Siao Srebrnego Niedźwiedzia na 45. MFF w Berlinie. Z kolei za rolę w filmie Proste życie (2011) Deannie Yip uhonorowano Pucharem Volpiego na 68. MFF w Wenecji.
Hui zasiadała w jury konkursu głównego na 46. (1996) i 74. MFF w Berlinie (2024) oraz na 60. MFF w Wenecji (2003). Przewodniczyła obradom jury sekcji "Horyzonty" na 71. MFF w Wenecji (2014).
Laureatka Honorowego Złotego Lwa za całokształt twórczości na 77. MFF w Wenecji (2020).